# Liste de florilèges et codex botaniques
Cette liste de florilèges et codex botaniques recense par ordre chronologique les ouvrages illustrés de botanique publiés depuis l'Antiquité jusqu'à la fin du XIXe siècle.
L’illustration botanique en tant que genre artistique remonte au XVe siècle, à l’époque des premiers herbiers imprimés et illustrés. Au début du XVIe siècle, la demande d’illustrations se fit plus forte, de la part d’individus riches possédant des jardins botaniques et qui voulaient garder la trace de leurs plantes nouvelles et chères venues notamment de l’empire ottoman et d’Amérique.
De très nombreux florilèges furent produits du XVIIe siècle au début du XXe siècle. Le terme « florilegium » désigne un traité sur les fleurs, ou des ouvrages portant sur les plantes d’ornement plutôt que sur les plantes médicinales ou utilitaires, traitées dans les herbiers. Il désigne en particulier une collection de peintures de plantes détaillées et précises (des miniatures), réalisées par des illustrateurs botaniques. La fabrication des florilèges exigeait plusieurs opérations (dessin ou peinture à partir de spécimens vivants ou non; lithogravure; impression ; éventuellement, peinture de la lithographie à la main), ce qui les rendait coûteux à produire.
D'autre part, on appelle codex un document ayant le format des livres modernes, mais constitué de pages distinctes liées entre elles. Bien que techniquement un livre moderne soit un codex, ce terme latin est couramment utilisé pour les livres écrits à la main, fabriqués dans la période allant de l'Antiquité à la fin du Moyen Âge.

## Av. J.-C.
- vers 2800 av. J.-C. - Ben Cao Jing, Shennong
- Causes des plantes, Théophraste (371—287 av. J.-C.)
- Histoire des plantes, Théophraste (371—287 av. J.-C.)
- Ier siècle av. J.-C. - De plantis, Nicolas de Damas (texte d'Aristote commenté et remanié.)

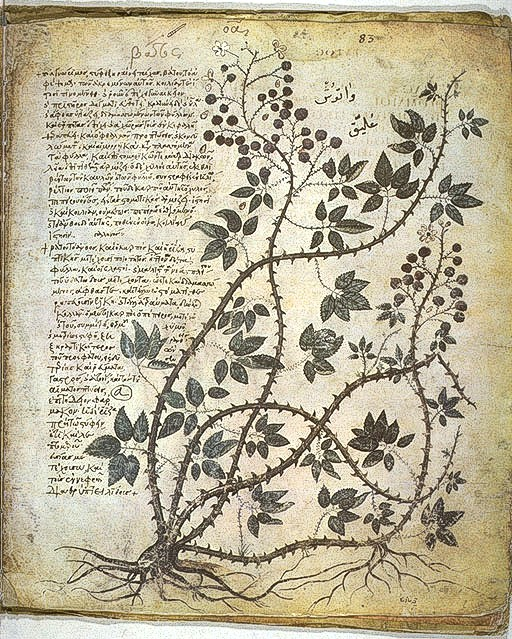
Copie en grec du VIe siècle de
De Materia Medica

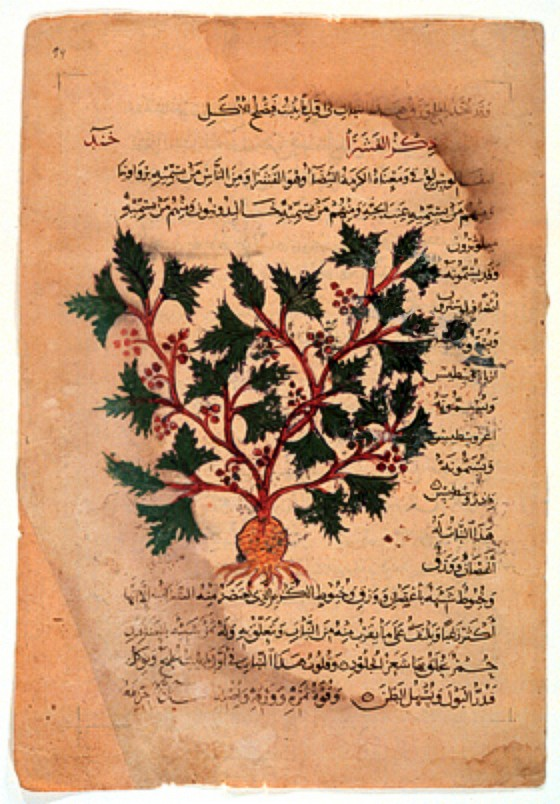
Copie en arabe du XIIIe siècle de
De Materia Medica

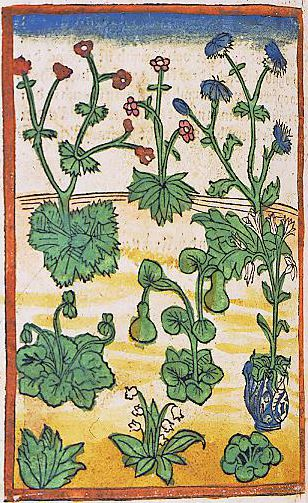
Das Buch der Natur 1475

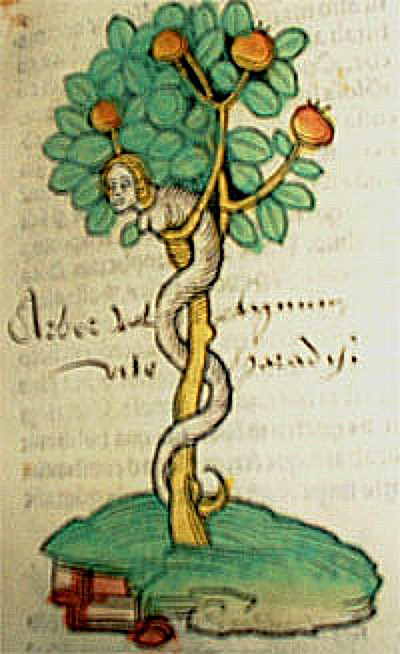
Arbre de vie
Hortus Sanitatis 1491

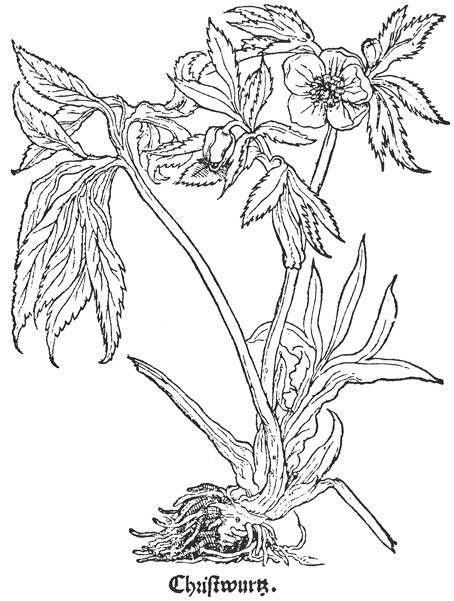
Helleborus niger
Herbarium Vivae Eicones 1530

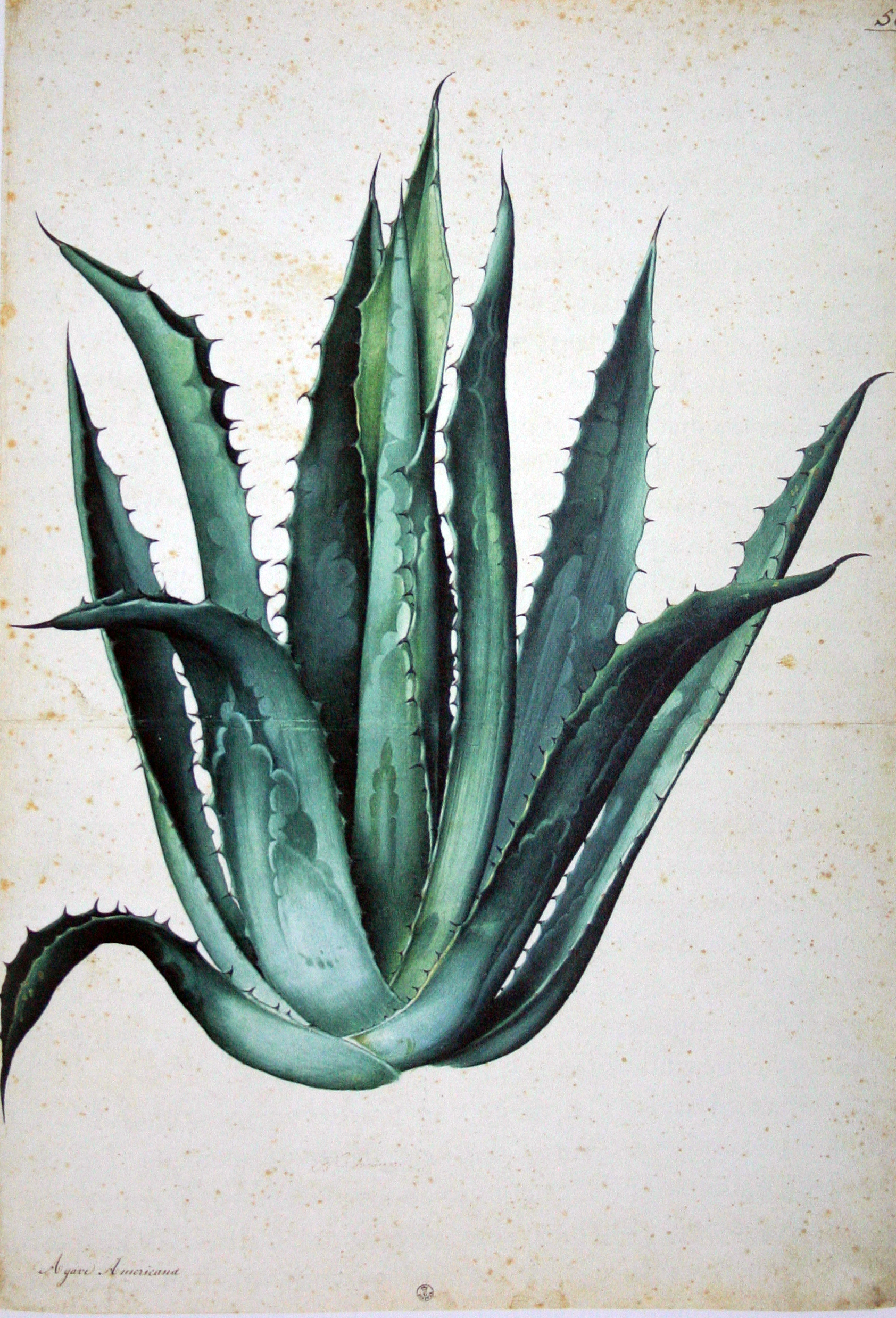
Agave americana
Jacopo Ligozzi (1547–1627)

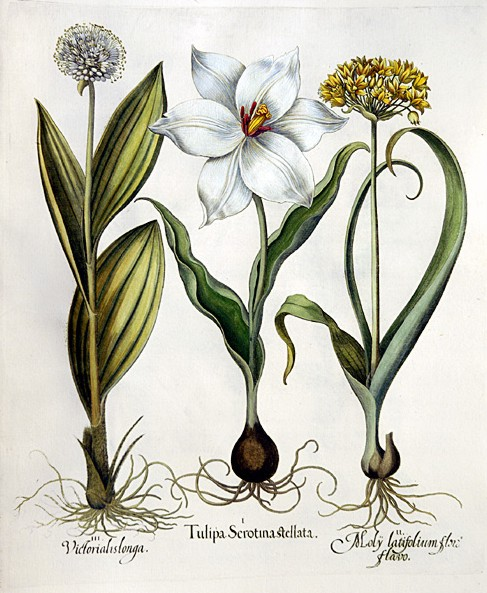
Planche 79
Hortus Eystettensis 1613

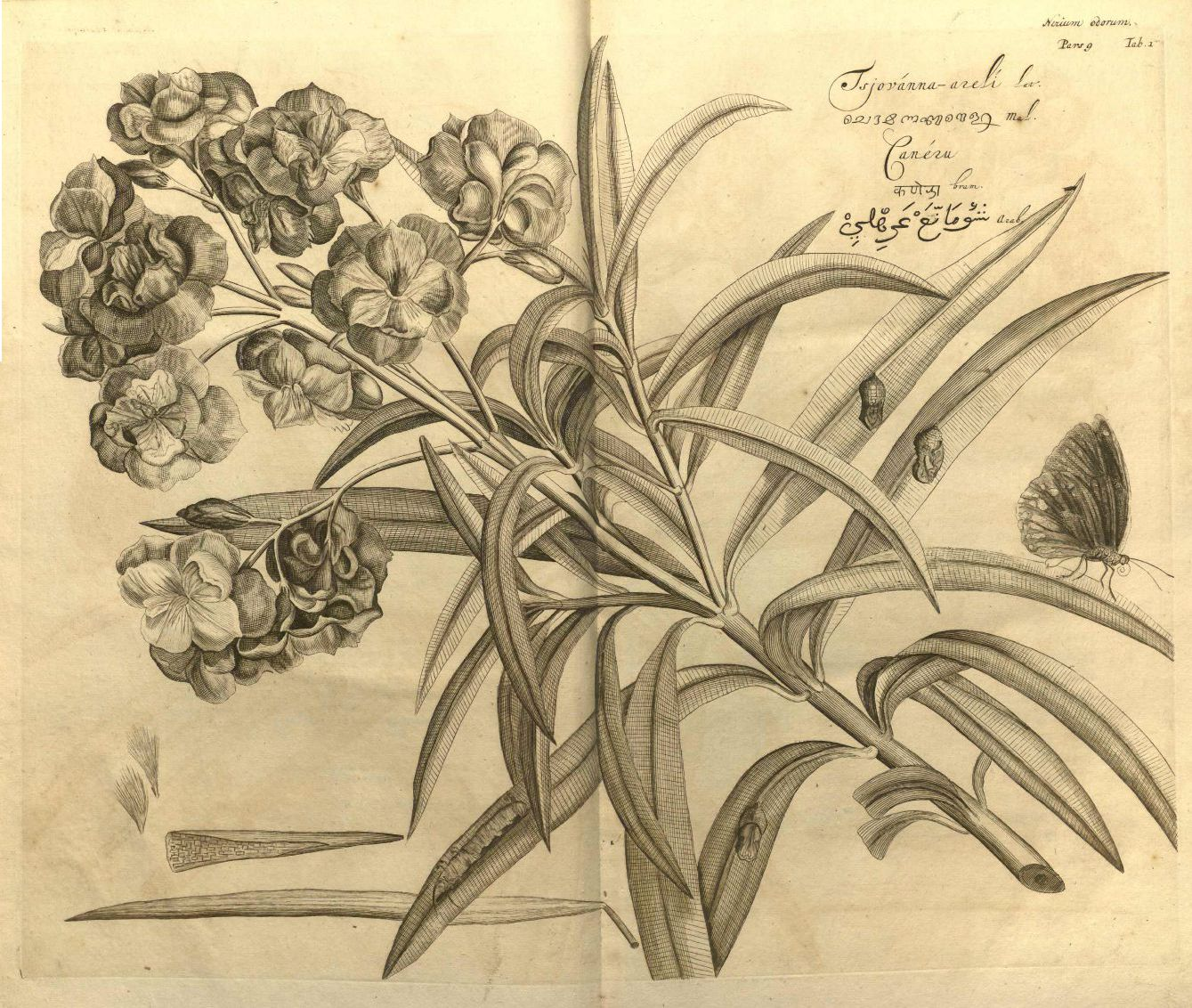
Hortus Malabaricus 1678
Nerium oleander

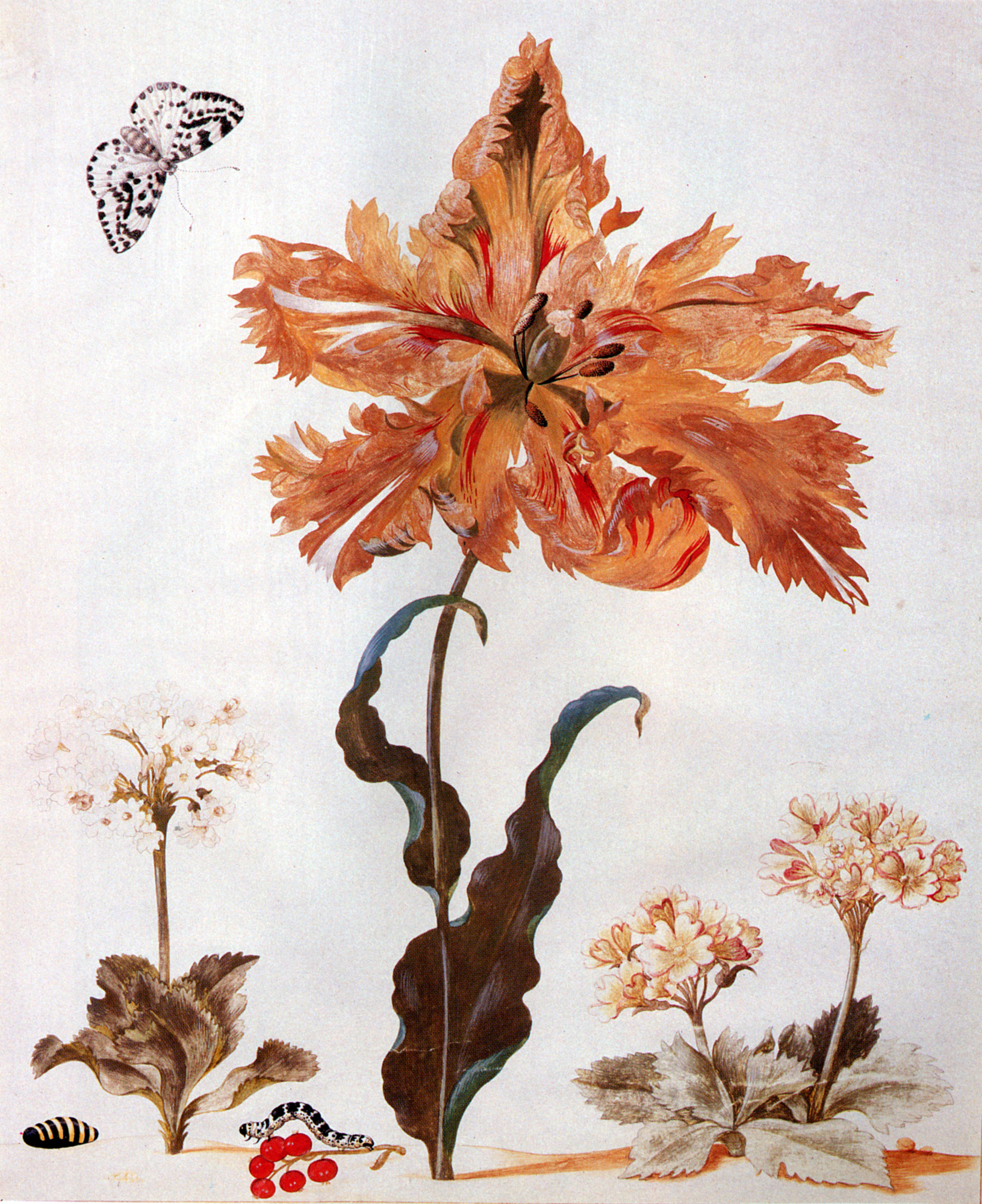
Maria Sibylla Merian
1700

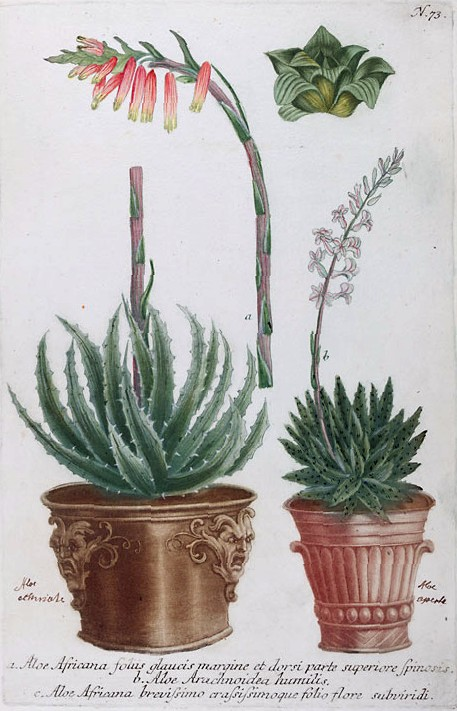
Planche 73
Phytanthoza iconographia 1737

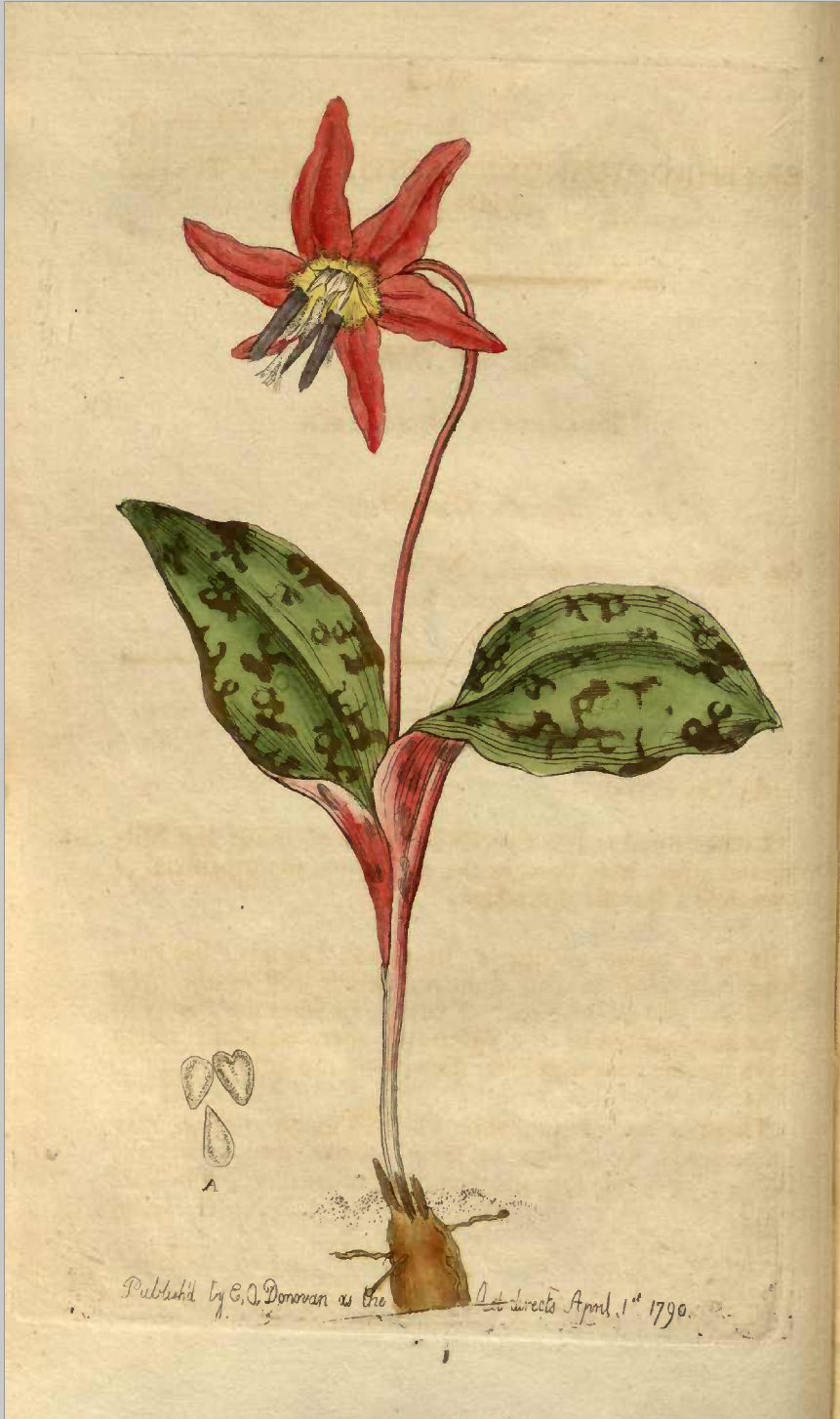
Erythronium dens-canis
Edward Donovan 1789

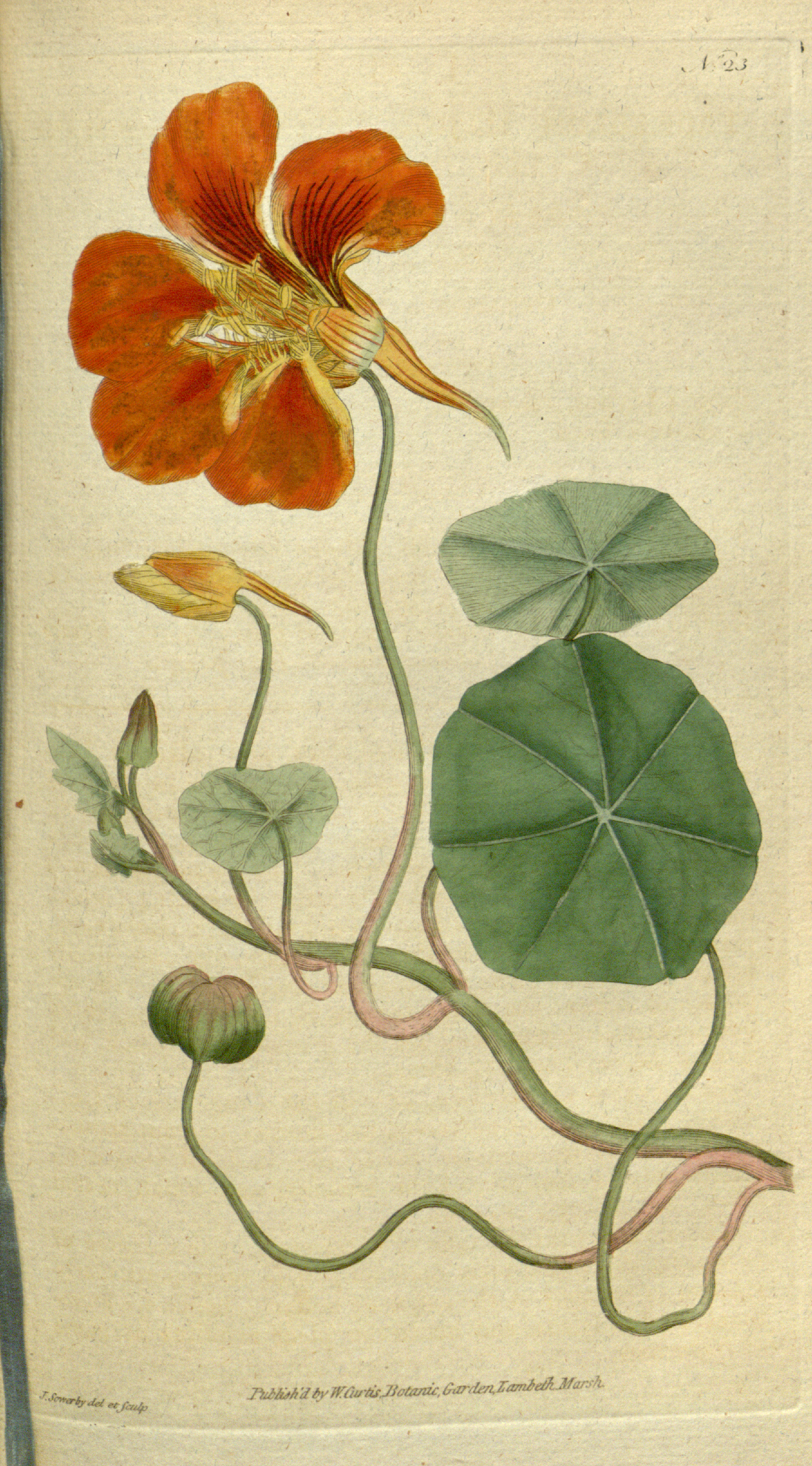
Tropaeolum majus
James Sowerby
The Botanical Magazine 1790

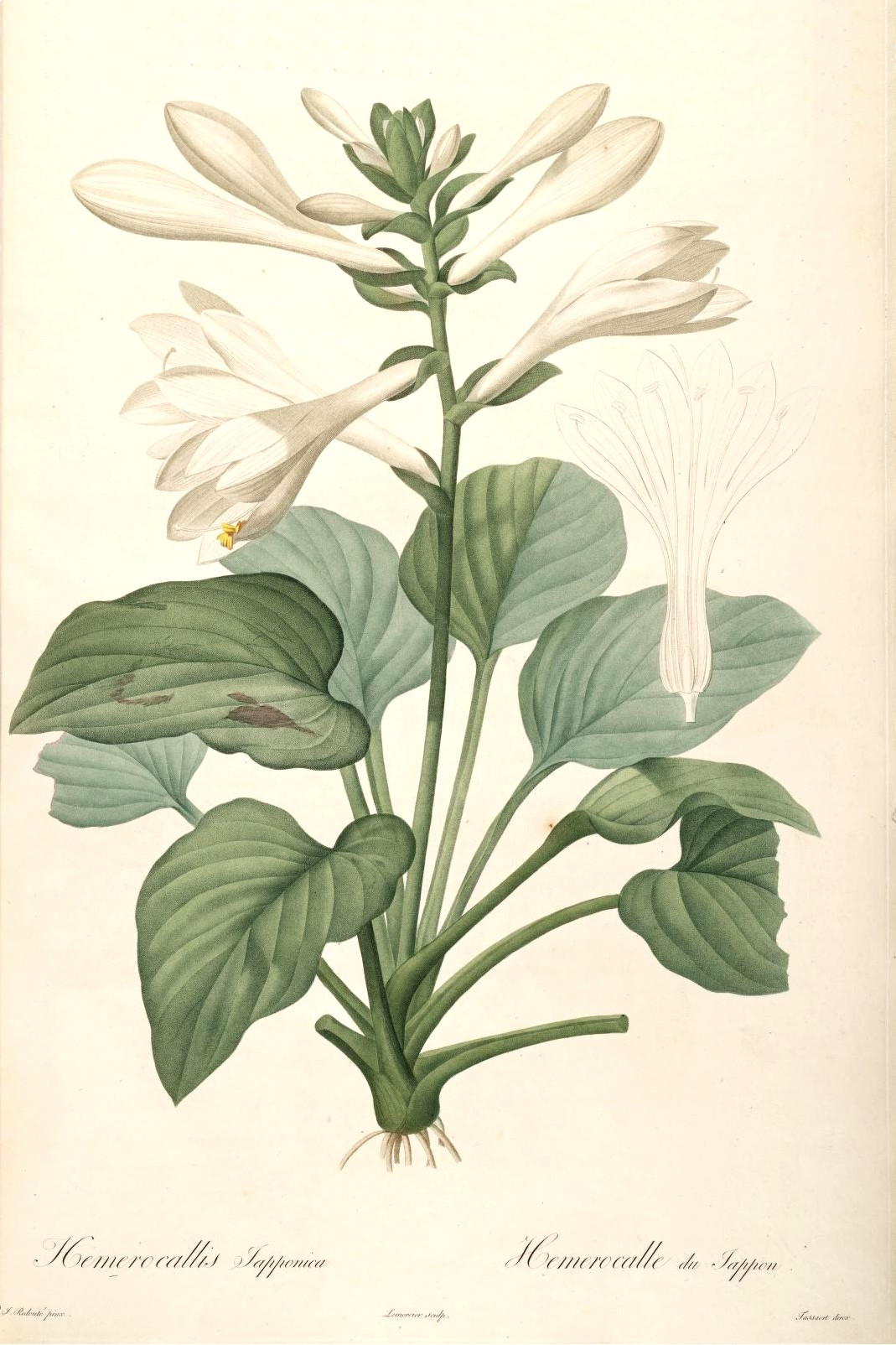
Hemerocallis japonica
Pierre-Joseph Redouté
Les liliacées 1802

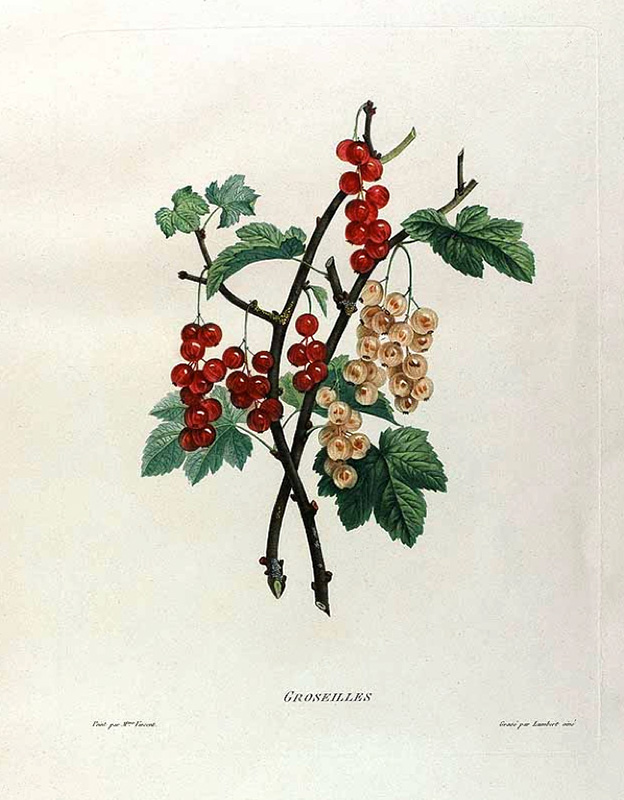
Groseillier à grappes (Ribes rubrum), gravure d'après une peinture d'Henriette Vincent, 1820.

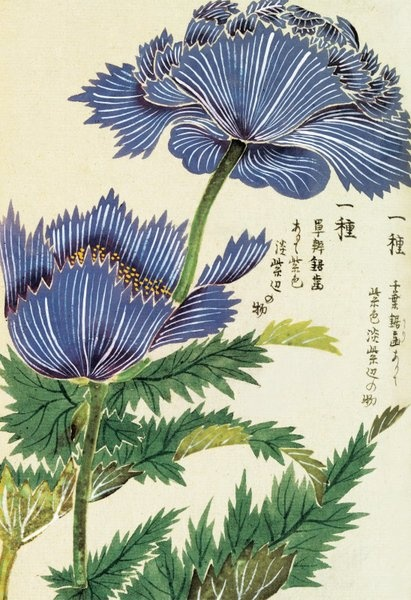
Papaver somniferum, var paeoniflorum
Iwasaki Tsunemasa
Illustrated Manual of Medicinal Plants 1828

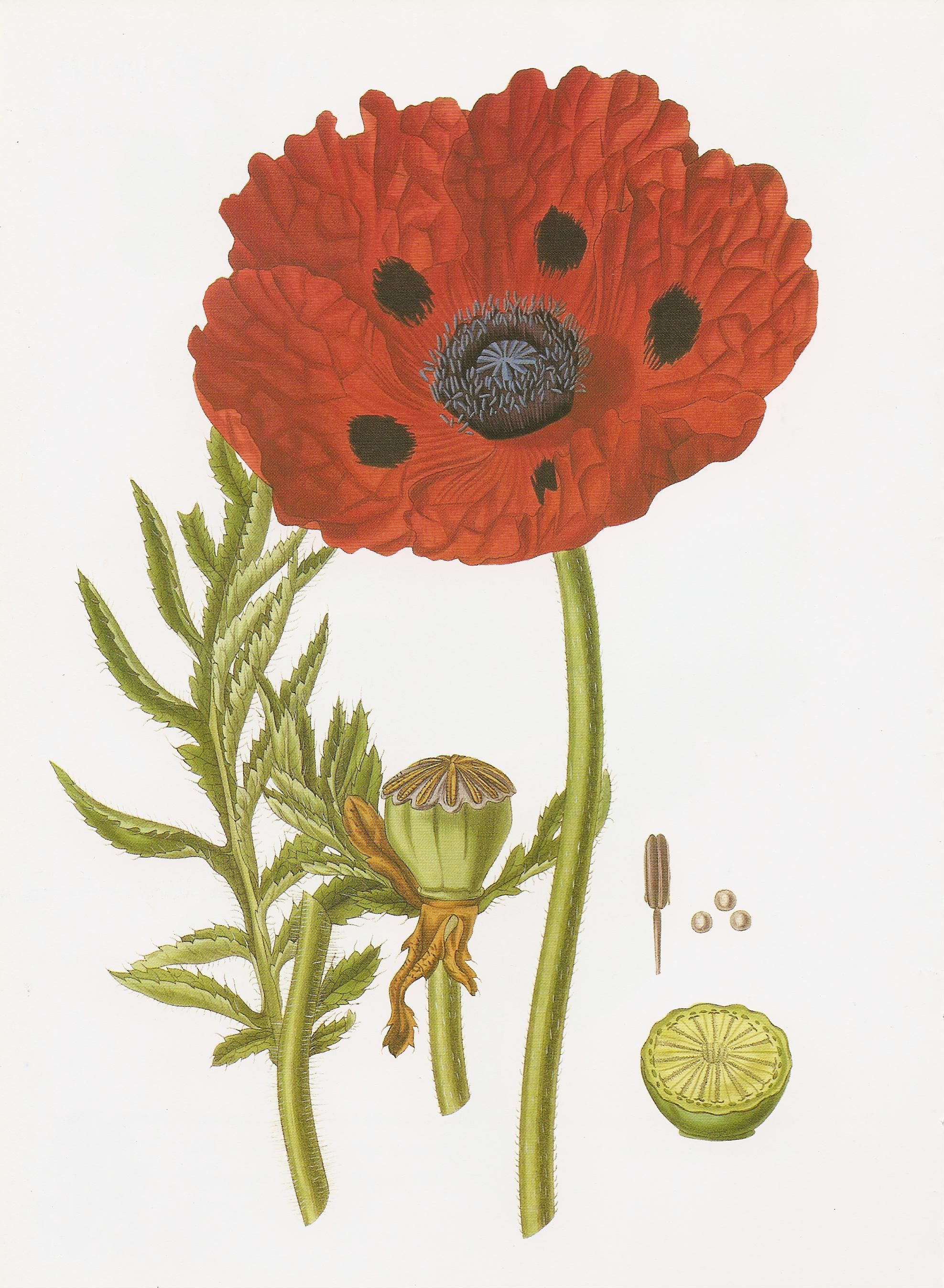
Papaver bracteatum
John Lindley
Collectanea botanica 1821

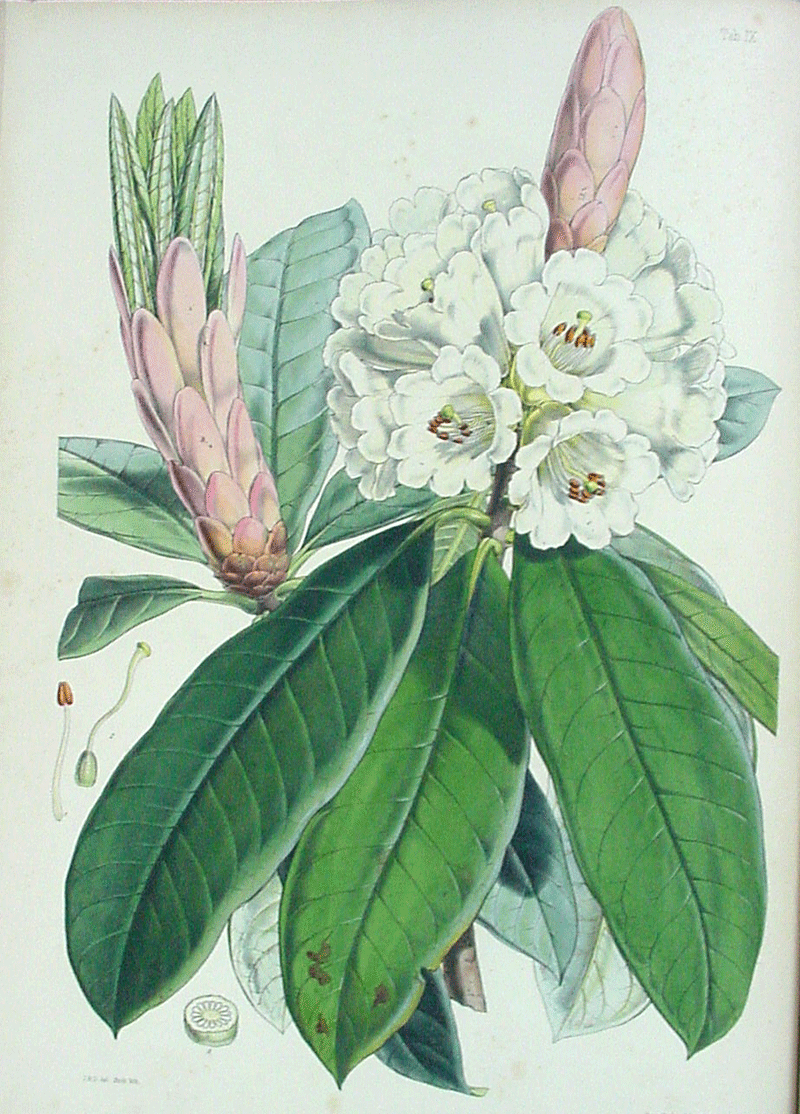
Rhododendron argenteum
Walter Hood Fitch
Rhododendrons of Sikkim Himalaya 1849

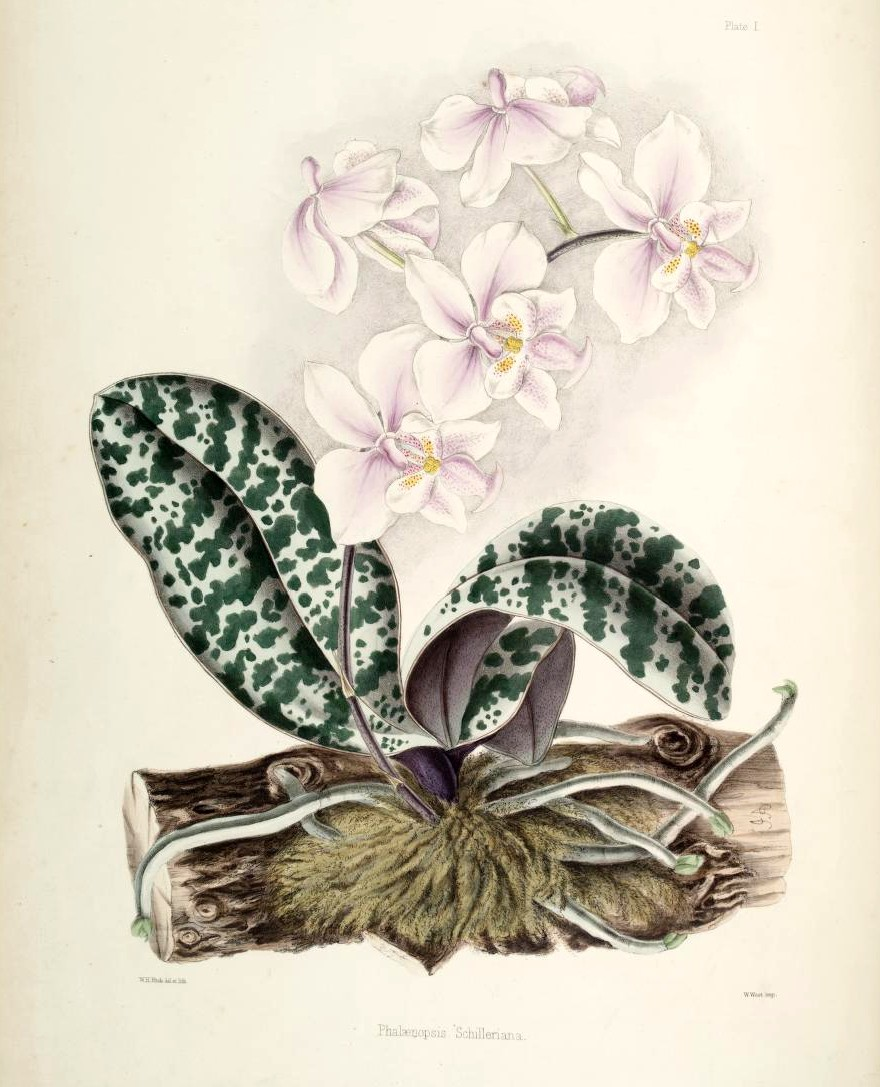
Phalaenopsis schilleriana
Walter Hood Fitch
Select Orchidaceous Plants 1862

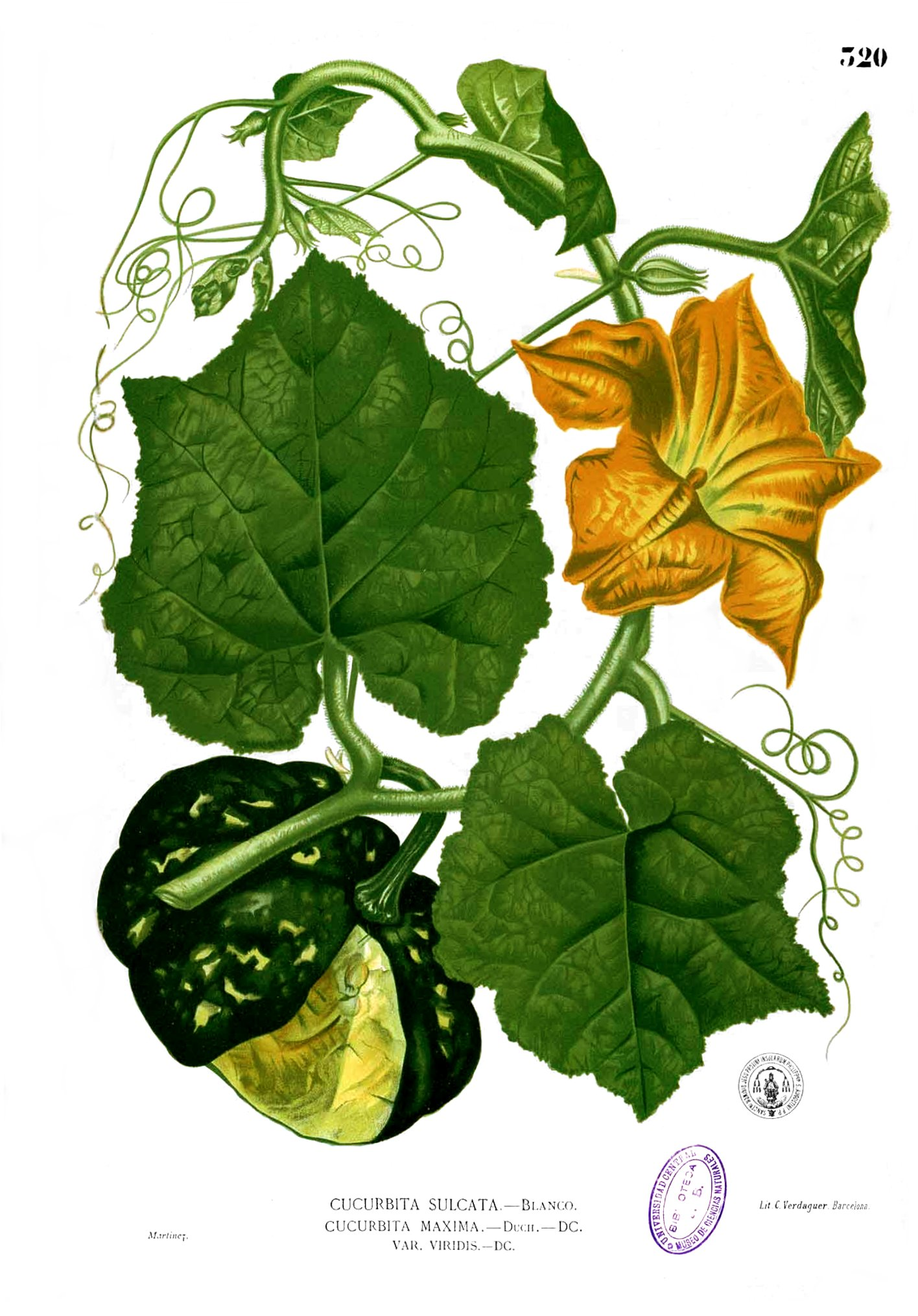
Cucurbita maxima
Francisco Manuel Blanco
Flora de Filipinas 1877

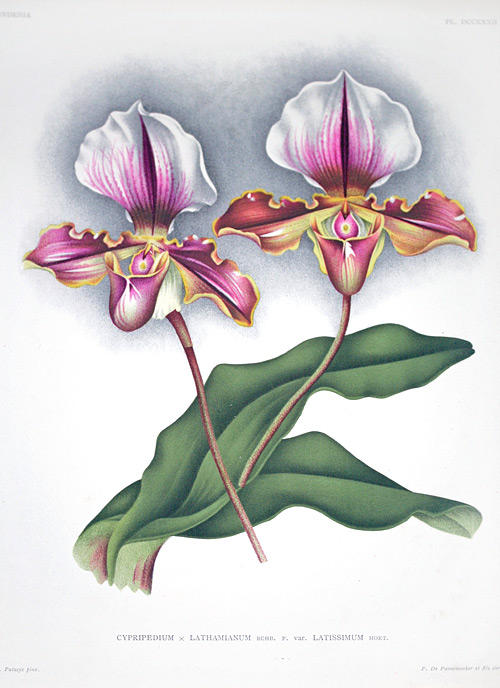
Cypripedium lathamianum
Jean Jules Linden
Iconographie des Orchidées 1885

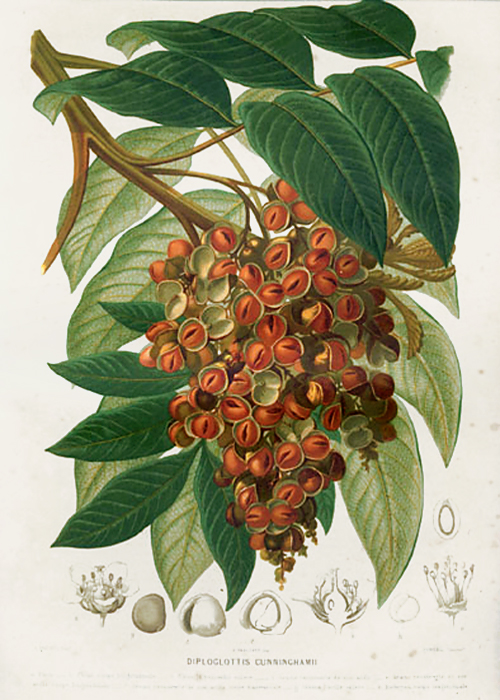
Diploglottis cunninghamii
Auguste Faguet
Dictionnaire de botanique 1886

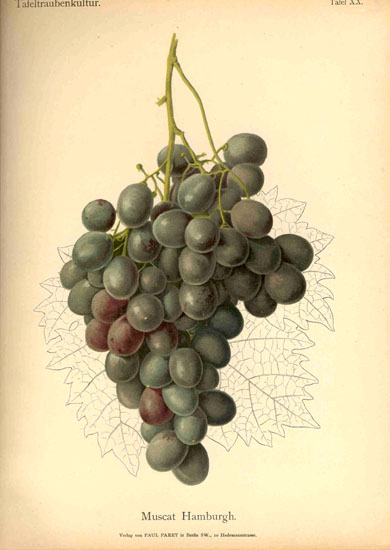
Muscat Hamburgh
Rudolf Goethe: Handbuch der Tafeltraubenkultur 1895

## 1–500
- vers 77 - De Materia Medica Libri Quinque[3], Dioscoride (40–90)
- Histoire naturelle, Pline l'Ancien (23–79)
- IVe siècle - Herbarius du Pseudo-Apulée

## 501–600
- 515 - Dioscoride de Vienne (copie de De Materia Medica réalisée pour Anicia Juliana, fille d'Anicius Olybrius)

## 1001–1400
- Fin du XIe siècle – Orléanais, De viribus herbarum, Macer Floridus (non illustré)
- Entre 1150 et 1170 – Salerne, Liber de Simplici Medicina ou Circa instans, attribué à Matthaeus Platearius (non illustré)
- Entre 1280 et 1350 – Salerne, Tractatus de herbis, attribué à Barthélémy Mini de Sienne
- Entre 1390 et 1404 – Padoue, Herbier de Carrare

## 1401–1500
- Début du XVe siècle – Italie, manuscrit de Voynich (texte codé)
- vers 1430 – Flandre ou Hainaut, premier Livre des simples médecines, traduction française du Tractatus de herbis
- vers 1450 – vers 1480 - Cluny, Livre des simples médecines, Matthaeus Platearius
- 1475 - Augsbourg, He nach volget das Puch der Natur, Konrad von Megenberg (1309–1374)
- 1481/1483 - Italie / Mayence, Herbarium Apuleii Platonici, Sextus Apuleius Barbarus
- 1483 - Venise, Histoire naturelle, Pline l'Ancien (23–79)
- 1484 - Allemagne, Herbarius latinus, Peter Schöffer (1425–1502)[4]
- 1485 - Allemagne, Herbarius zu teutsch, Peter Schöffer (1425–1502)
- 1486 - Augsbourg, Gart der Gesundheit, Peter Schöffer (1425–1502)
- 1491 - Mayence, Ortus sanitatis de herbis et planti de animalibus, Jacob Meydenbach, Peter Schöffer (1425–1502)

## 1501–1600
- Début du XVIe siècle Paris, Livre des Simples Medicines, Matthaeus Platearius, Robinet Testard
- Début du XVIe siècle Paris, Le Grant Herbier en françoys, anonyme (contient une grande partie du texte de Mattheus Platearius, XIIe siècle)[5].
- 1526 - Angleterre, The Grete Herball
- 1530 - Strasbourg, Herbarium Vivae Eicones, Otto Brunfels (1488–1534), Hans Weiditz
- 1530 - Strasbourg, Lustgärten und Pflantzungen, Christian Egenolff (1502–1555)
- 1536 - Paris, De Natura Stirpium, Jean Ruel (1474–1537)
- 1539 - Strasbourg, Kreüter Buch, Jérôme Bock (1498–1554)
- 1542 - Bâle, De historia stirpium commentarii insignes, Leonhart Fuchs (1501–1566), Albrecht Meyer, Heinrich Füllmaurer, Veit Rudolf Speckle
- 1544 - Venise, Commentarii in Sex Libros Pedacii Dioscoridis, Pierandrea Mattioli (1501–1577)
- 1549 - Lyons Plantarum effigies[6], Leonhart Fuchs (1501–1566)
- 1551 - Londres 1562 - Cologne, A New Herball, Wherein are Conteyned the Names of Herbes, William Turner (1508–1568)
- 1552 - Mexique, Codex Badiano, Juan Badiano (né en 1484), Martín de la Cruz
- 1554 - Anvers, Cruydeboeck, Rembert Dodoens (1517–1585)
- 1561 - Strasbourg, Historia Stirpium Libri IV, Conrad Gesner (1516–1565)
- 1562 - Prague, Herbarz: Ginak Bylinar (Commentaries on Dioscorides), Pierandrea Mattioli (1501–1577)
- 1563 - Goa, Coloquios dos Simples, e Drogas he Cousas Medicinais da India, Garcia de Orta (1501–1568)
- 1568–1572 - Florilegium in Victoria and Albert Museum, Jacques Le Moyne de Morgues (c. 1533 – 1588)
- 1568 - Anvers, Florum et Coronarium Odoratarum, Rembert Dodoens (1517–1585)
- 1569 - Séville, Historia medicinal de las cosas que se traen de nuestras Indias Occidentales, Nicolas Monardes (1493–1588)
- 1570 - Londres, Stirpium adversaria nova, Mathias de l'Obel (1538–1616), Pierre Pena
- 1576 - Anvers, Plantarum seu stirpium historia, Mathias de l'Obel (1538–1616)
- 1577 - Francfort-sur-le-Main, Kreuterbuch. Künstliche Conterfeytunge der Bäume, Stauden, Adam Lonitzer (1528–1586)
- 1577–1587 - Florence, Peintures botaniques pour François Ier de Médicis, Jacopo Ligozzi (1547–1627)
- 1581 - Anvers, Plantarum Seu Stirpium Icones, Mathias de l'Obel (1538–1616)
- 1583 - Florence, De Plantis Libri XVI, Andrea Cesalpino (1519–1603)
- 1583 - Anvers, Stirpium Historiae Pemptades Sex, Rembert Dodoens (1517–1585)
- 1585 - Rome, Herbario nuovo, Castore Durante (1529-1590)
- 1586 - Lyon, Historia generalis plantarum, Jacques d'Aléchamps (1513–1588), Johannes Molindus, Jean Bauhin (1511–1582)
- 1592 - Naples, Phytobasanos cui accessit vita Fabi et Lynceorum, Fabio Colonna (1567–1650)[7]
- 1593 - Chine, Bencao gangmu (Grand Traité d'herbologie)[8], Li Shizhen (1518–1593)
- 1597 - Londres, The Herball or Generall Historie of Plantes, John Gerard (1545–1611)

## 1601–1700
- 1601 - Anvers, Rariorum Plantarum Historia[9] Fungorum Historia, Charles de L'Écluse (1526–1609)
- 1605 - Leyde, Exoticorum Libri Decem, Charles de L'Écluse (1526–1609)
- 1608 - Paris, Le Jardin du roy très chrestien Louis XIIII, roy de France et de Navarre, Pierre Vallet (vers 1575 – 1657)
- 1611 - Anvers, Curae Posteriores Aethiopicum, Charles de L'Écluse (1526–1609)
- 1612 - Francfort-sur-le-Main, Florilegium Novum, Théodore de Bry (1528–1598), Jean Théodore de Bry (1561–1623), Matthäus Merian (1593–1650)
- 1612 - Francfort-sur-le-Main, Florilegium Amplissimum et Selectissimum, Emanuel Sweerts (1552–1612)
- 1613 - Cracovie, Zielnik, Szymon Syreński (1540–1611)
- 1613 - Hortus Eystettensis, Basilius Besler (1561–1629)
- 1614–1616 - Utrecht, Hortus floridus, Crispijn van de Passe (1564–1637)
- 1615 - Hortulus Monheimensis, Wolfgang Philippus Brandt
- 1620 - Paris, Livre de Fleurs[10], François L’Anglois (1859–1647)
- 1623 - Bâle, Pinax theatri botanici, Caspar Bauhin (1560–1624)
- 1629 - Venise, De plantis exoticis libri duo[11], Prospero Alpini (1553–1617)
- 1629 - Londres, Paradisi in Sole, John Parkinson (1567–1650)
- 1633 - Rome, De Florum Cultura Libri IV, Giovanni Battista Ferrari (1584–1655)
- 1633 - Paris, Theatrum florae, Daniel Rabel (1578–1637)
- 1635 - Paris, Canadensium Plantarum, Aliarumque Nondum Editarum Historia, Jacques-Philippe Cornut (c1606–1651)
- 1640 - Londres, Theatrum Botanicum, John Parkinson (1567–1650)
- 1641 - Francfort-sur-le-Main, Florilegium renovatum et auctum: variorum maximeque rariorum germinum, forum ac plantarum, Théodore de Bry (1528–1598), Matthäus Merian (1593–1650)
- 1644 - Paris, Recueil des plantes du jardin du Roi, Guy de La Brosse (1586–1641)
- 1644 - Amsterdam, Theophrasti Eresii de Historia Plantarum, Johannes Bodaeus van Stapel (1602–1636)
- 1646 - Rome, Hesperides sive de Malorum Aureorum Cultura et Usu Libri Quatuor, Giovanni Battista Ferrari (1584–1655), Cassiano dal Pozzo (1588–1657)[4]
- 1648 - Lugdun, Historia Naturalis Brasiliae, Willem Piso[4]
- 1649–1659 - Schleswig-Holstein-Gottorp, Codex Gottorfer, Hans Simon Holtzbecker († 1671)
- 1654-1675 Francfort-sur-le-Main Florilège de Nassau-Idstein, Johann Walter (1604-1676)
- 1660 - Altdorf[12] Florae Altdorffinae Deliciae Hortenses sive Catalogus Plantarum Horti Medici, Moritz Hoffmann (1622–1698)
- 1669 - Londres, Hortus Regius Blesensis, Robert Morison (1620–1683)
- 1670 - Londres, Sylva, or A Discourse of Forest-Trees and the Propagation of Timber[13], John Evelyn (1620–1706)
- 1672 - Amsterdam, Waare Oeffening der Planten, Abraham Munting (1626–1683)
- 1672 - Oxford, Plantarum Umbelliferum, Robert Morison (1620–1683)
- 1675 - Copenhague, Acta Medica et Philosophica Hafniensia, Thomas Bartholin (1616–1680)
- 1676 - Paris, Mémoires pour servir à l'histoire des plantes, Dionys Dodart (1634–1707)
- 1678 - Danzig, Exoticarum...Plantarum Centuria Prima, Jacob Breyne (1637–1697)
- 1678–1703 - Amsterdam, Hortus Malabaricus, Hendrik van Rheede et al. (1636–1691)
- 1679 - Nuremberg, Der Raupen wunderbare Verwandelung und sonderbare Blumennahrung, Maria Sibylla Merian (1647–1717)
- 1680 - Amsterdam, Aloidarium Historia, Abraham Munting (1626–1683)
- 1680 - Oxford, Historia plantarum universalis Oxoniensis, Robert Morison (1620–1683)
- 1682 - Londres, Methodus Plantarum Nova, John Ray (1628–1705)
- 1682 - Londres, The Anatomy of Plants, Nehemiah Grew (1641–1712)
- 1685 - Amsterdam, Simon van der Stel's Journal of his expedition in Namaqualand, Simon van der Stel (1639–1712)
- 1686 - Paris, Voyage de Siam, Guy Tachard (1651–1712)
- 1686–1709 - Amsterdam, Moninckx Atlas [14], Jan Moninckx (1656–1714), Maria Moninckx (1673–1757)
- 1687 - Leyde, Horti Academici Lugduno-Batavi Catalogus, Paul Hermann (vers 1646 – 1695)
- 16?? - Londres, Codex Comptoniana, Henry Compton (1632–1713)
- 16?? - Hollande, Codex Bentingiana, Hans Willem Bentinck (1649–1709)
- 16?? - Hollande, Codex Witsenii, Nicolaas Witsen (1641–1717)
- 1686–1704 - Londres, Historia plantarum generalis, John Ray (1628–1705), Jan van Huysum
- 1689 - Paris, Second Voyage, Guy Tachard (1651–1712)
- 1690 - La Haye, Horti Beaumonti Exoticarum Plantarum Catalogus, Franz Kiggelaer (1648–1722)
- 1691 - Londres, Phytographia, Leonard Plukenet (1642–1706)
- 1693 - Paris, Description des plantes de l'Amérique, Charles Plumier (1646–1704)
- 1694 - Paris, Eléments de botanique Institutiones Rei Herbariae, Joseph Pitton de Tournefort (1656–1708)
- 1696 - Londres, Almagestum, Leonard Plukenet (1642–1706)
- 1696 - Brandebourg, Index Nominum Plantarum Universalis, Christian Mentzel (1622–1701)
- 1697 - Amsterdam, Horti medici amstelodamensis (vol. 1), Jan Commelijn (1629–1692)
- 1698 - Leyde, Paradisus Batavus, Paul Hermann (1646–1695)
- 1700 - Nuremberg, Flora Noribergensis, Johann Georg Volkamer (1662–1744)
- 1700 - Paris, Institutiones Rei Herbariae, Joseph Pitton de Tournefort (1656–1708)

## 1701–1800
- 1701 - Amsterdam, Horti medici amstelodamensis (vol. 2), Caspar Commelijn (1668–1731)
- 1702–1709 - Londres, Gazophylacii naturae & Artis Decas I-X, James Petiver (1663–1718)
- 1703 - Paris, Nova Plantarum Americanarum Genera, Charles Plumier (1646–1704)
- 1703 - Leyde, Praeludia botanica, Caspar Commelijn (1668–1731)
- 1704 - De Plantis & Insectis Quibusdam Rarioribus in Hispania Observatis, Johann Philipp Breyne (1680–1764)
- 1705 - Metamorphosis insectorum Surinamensium, Maria Sibylla Merian (1647–1717)
- 1706 - Horti medici amstelodamensis Planta Rariores et Exoticae, Caspar Commelijn (1668–1731)
- 1707–1725 - Londres, Voyage to the Islands Madera, Barbadoes, Nieves, St. Christophers and Jamaica, Hans Sloane (1660–1753)
- 1710 - Londres, Botanologia, the English herbal, or, History of plants [15], William Salmon (1644–1713)
- 1712 - Lemgo, Amoenitatum exoticarum, Engelbert Kaempfer (1651–1716)
- 1714 - Paris, Icones Plantarum per Galliam, Hispaniam et Italiam Observata ad Vivum Exhibitarum, Jacques Barrelier (1606–1673)
- 1716–1728 - Cambridge, Historia Plantarum Succulentarum, Richard Bradley (1688–1732)
- 1717 - Leyde, Musaeum Zeylanicum, Paul Hermann (1646–1695)
- 1719 - Nuremberg, Caput Bonae Spei Hodiernum, Peter Kolb (1675–1726)
- 1720 - Leyde, Index Altera Plantarum, Herman Boerhaave (1668–1739)
- 1721 - Londres, A Philosophical Treatise on Husbandry and Gardening, Georg Andreas Agricola (1672–1738)
- 1723 - Florence, Catalogus Plantarum Horti Pisani, Michelangelo Tilli (1655–1740)
- 1724 - Londres, Synopsis Methodica Stirpium Britannicarum, Johann Jacob Dillenius (1684–1747)
- 1724 Flora Capensis, Johann Philipp Breyne (1680–1764), Jacob Breyne
- 1728–1736 - Londres, Historia Plantarum Rariorum, John Martyn (1699–1768), Jacob van Huysum (1687–1740), William Houstoun, G. Sartorys, R. Sartorius
- 1728–1740 Plantarum minus cognitarum centuria, Johann Christian Buxbaum (1693–1730), Johann Georg Gmelin (1709–1755)
- 1730 - Londres,  Catalogus Plantarum[16], Thomas Fairchild (1667?-1729), Philip Miller (1691–1771)
- 1730–1747 The Natural History of Carolina, Florida, and the Bahama Islands, Mark Catesby (1683–1749)
- 1731 - Londres, The Gardeners Dictionary, Philip Miller (1691–1771)
- 1732 - Londres, Hortus Elthamensis, Johann Jacob Dillenius (1684–1747)
- 1734–1765 - Amsterdam, Locupletissimi Rerum Naturalium Thesauri, Albertus Seba (1665–1736)
- 1735 - Leyde, Systema naturae, Linné (1707–1778)
- 1735 - Amsterdam, Bibliotheca botanica, Linné (1707–1778)
- 1735 - Amsterdam, Fundamenta Botanica, Linné (1707–1778)
- 1736–1748 - Amsterdam, Duidelyke Vertoning - Beschryvingen der Bloemdragende Gewassen, Johann Wilhelm Weinmann (1683–1741)
- 1737 - Amsterdam, Thesaurus Zeylanicus Catalogus Plantarum Africanarum, Johannes Burman (1707–1779)
- 1737 - Amsterdam, Hortus Cliffortianus, Linné (1707–1778), Georg Dionysius Ehret (1708–1770)
- 1737–1745 - Ratisbon, Phytanthoza Iconographia[17], Johann Wilhelm Weinmann (1683–1741)
- 1737–1739 - Londres, A curious herbal, containing five hundred cuts, Elizabeth Blackwell (1700–1758)[4]
- 1738–1739 Rariorum Africanarum Plantarum, Johannes Burman (1707–1779)
- 1739 - Saint-Pétersbourg, Stirpium rariorum in Imperio Rutheno, Johannes Amman (1707–1741), Philipp Georg Mattarnovy (1716–1742)
- 1739 - Danzig, Prodromi fasciculi rariorum plantarum primus et secundus, Johann Philipp Breyne (1680–1764)
- 1741–1755 - Amsterdam, Herbarium Amboinense[18], Georg Everhard Rumphius / Georg Eberhard Rumpf (1627–1702)[4]
- 1742 - Oxford, Historia muscorum, Johann Jacob Dillenius (1684–1747)
- 1747 - Stockholm, Flora Zeylanica, Linné (1707–1778)
- 1749 - Göttingen, Opuscula sua Botanica, Albrecht von Haller (1708-1777)
- 1750 - Historia Plantarum, originally written by Conrad Gessner de 1555 à 1565.
- 1750–1773 - Plantae selectae, Georg Dionysius Ehret (1708–1770), Christoph Jakob Trew[19]
- 1750–1773 - Nuremberg, Herbarium Blackwellianum emendatum, Elizabeth Blackwell (1700–1758)[4]
- 1750–1786 - Nuremberg, Hortus Nitidissimus, Christoph Jacob Trew
- 1753 - Stockholm, Species plantarum, Linné (1707–1778)
- 1754 - Stockholm, Genera plantarum, Linné (1707–1778)
- 1758 - Pomologia Fructologia Johann Hermann Knoop
- 1761–1883 - Flora Danica, Georg Christian Oeder et al.
- 1763–1764 - Paris, Familles des plantes, Michel Adanson (1727–1806)
- 1767 - Stockholm, Descriptiones Plantarum ex Capite Bonae Spei, Peter Jonas Bergius (1730–1790)
- 1767 - Stockholm, Mantissa Plantarum, Linné (1707–1778)
- 1767 - Londres, Hortus Europae Americanus, Mark Catesby (1683–1749)
- 1767–1768 - Palerme, La Natura e Coltura de'Fiori fisicamente esposta in due trattati, Filippo Arena (1708–1789), P. M. Camareri[20],[21],[22]
- 1769–1770 - Londres, The British Herbal, John Edwards (1742–1815)
- 1770–1776 - Vienne, Hortus Botanicus Vindobonensis, Nikolaus Joseph Jacquin[4]
- 1773–1778 - Vienne, Floræ Austriacæ, Nikolaus Joseph Jacquin[4]
- 1774–1783 - Herbier artificiel, Pierre Buchoz
- 1775 - Paris, Histoire des plantes de la Guyane françoise, Jean Baptiste Christian Fusée-Aublet (1720–1778)
- 1775 - Leyde, Afbeeldingen van zeldzaame gewassen, Nicolaas Meerburgh[4]
- 1776–1783 - Paris, Flora Parisiensis, Pierre Bulliard (1752–1793)
- 1777 - Illustrations of the sexual system of Linnaeus, John Miller (1715–1790)[23]
- 1777 - Londres, Flora Londinensis, William Curtis (1746–1799), James Sowerby, Sydenham Edwards, William Kilburn
- 1779–1790 - Nuremberg, Icones plantarum medicinalium, Johann Zorn (1739–99)
- 1780–1795 - Herbier de la France, Pierre Bulliard (1742–93)
- 1783–1792 - Stuttgart, Beschreibung und Abbildung der Bäume und Gesträuche, welche im Herzogthum Wirtemberg wild wachsen, Johann Simon von Kerner (1755–1830)
- 1783–1801 - Londres, A Collection of Flowers drawn after Nature, John Edwards (1742–1815)
- 1784 - Leipzig, Flora Japonica, Carl Peter Thunberg (1743–1828)
- 1785 - Stockholm, A Voyage to the Cape of Good Hope, Anders Erikson Sparrman (1748–1820)
- 1786 - Halle, Florulae Insularum Australium Prodromus, Georg Forster (1754–1794)
- 1786 - Nuremberg, Hortus nitidissimus, Christoph Jacob Trew (1695–1769)
- 1786–1789 - Stockholm, Catalogue of the Museum Carlsonianum, Anders Erikson Sparrman (1748–1820)
- 1787 - Londres, The Botanical Magazine, William Curtis (1746–1799)
- 1787 - Paris, Cours de botanique, Pierre Philippe Alyon (1758–1816)[24]
- 1788 - Nova Genera et Species Plantarum seu Prodromus, Peter Olof Swartz (1760 - 1818)
- 1788 - Londres, Flora Caroliniana, Thomas Walter (1740 - 1789)
- 1788 - Tübingen, De Fructibus et Seminibus Plantarum, Joseph Gaertner.
- 1788 - Paris, Recueil des plantes gravée par ordre du roi Louis XIV, Dionys Dodart (1634–1707)
- 1788 - Paris, Cornus : specimen botanicum, Charles Louis L'Héritier de Brutelle (1746–1800), Pierre-Joseph Redouté[4]
- 1788 - Paris Monadelphiae classis dissertationes decem, Antonio José Cavanilles
- 1788-1792 - Naples, Plantarum Rariorum Regni Neapolitani, Domenico Maria Leone Cirillo (1739 - 1799)
- 1788–1793 - Stockholm, Travels in Europe, Africa and Asia, Carl Peter Thunberg (1743–1828)
- 1788-1800 - Leipzig, Tentamen Florae Germanicae, Albrecht Wilhelm Roth (1757 - 1834)
- 1789 - Londres, Hortus Kewensis, William Aiton (1731 - 1793)
- 1789 - Paris, Voyage en Barbarie, Jean-Louis Marie Poiret (1755 - 1834)
- 1789 - Munich, Baiersche Flora, Franz von Paula Schrank (1747 - 1835)
- 1789-1791 - Londres, Plantarum Icones Hactenus Ineditae, James Edward Smith
- 1789 - Londres, A Narrative of Four Journeys into the Country of the Hottentots and Caffraria, William Paterson (1755–1810)
- 1789–1790 - Londres, Botanical Review, or The Beauties of Flora[25], Edward Donovan (1768–1837)
- 1790 - Londres, Travels into the Interior Parts of Africa, François Levaillant (1753–1824)
- 1790 - Plantes grasses, Pierre-Joseph Redouté (1759–1840)
- 1790–1792 De Fructibus et Seminibus Plantarum[26], Joseph Gaertner (1732–1791), Johann Georg Sturm (1742–1793)
- 1790–1795 - Medical Botany, William Woodville, James Sowerby
- 1790–1813 - English Botany Sowerby's Botany, James Sowerby, James Edward Smith
- 1793 - Haarlem, Icones Plantarum Rariorum
- 1794 - Londres, Coloured Engravings of Heaths, Henry Cranke Andrews fl.(1794–1830)[24]
- 1794 - Uppsala, Prodromus Plantarum Capensium, Carl Peter Thunberg (1743–1828)
- 1795 - Stuttgart, Hortus sempervirens exhibens icones plantarum selectiorum..., Johann Simon von Kerner (1755–1830) [27]
- 1796 - Weimar, Der geöffnete Blumengarten, August Iohann Georg Carl Batsch
- 1796 - Nuremberg, Deutschlands Flora in Abbildungen[28], Jacob Sturm (1771–1848), Johann Georg Sturm (1742–1793)
- 1797 - A Description of the Genus Cinchona, Aylmer Bourke Lambert (1761–1842)[4]
- 1797–1804 - Vienne, Plantarum Rariorum Horti Caesarei Schoenbrunnensis Descriptiones et Icones, Nikolaus Joseph von Jacquin (1727–1817)
- 1797–1812 Botanist's Repository, Henry Cranke Andrews fl.(1794–1830)
- 1798 - Paris, Histoire des champignons de la France, Pierre Bulliard (1742–93)
- 1798 - Madrid, Flora Peruviana, et Chilensis, Hipólito Ruiz[4]
- 1798–1799 - ParisFlora Atlantica :sive historia plantarum quae in Atlante, René Desfontaines (1750–1833), Pierre-Joseph Redouté (1759–1840)[4]
- 1799–1807 - Temple of Flora, Robert John Thornton (1768–1837), Thomas Medland (1755–1833), Philip Reinagle (1749–1833)[29]
- 1799–1807 - Illustrations of the New Sexual System of Carolus von Linnaeus and Temple of Flora, Robert John Thornton (1768–1837)[30], Thomas Medland (1755–1833), Philip Reinagle (1749–1833)[29]
- 1799–1837 - Plantarum historia succulentarum, Augustin Pyrame de Candolle (1778–1841), Pierre-Joseph Redouté (1759–1840)
- 1800 - Paris, Description des plantes nouvelles, Étienne Pierre Ventenat (1757–1808)
- 1800–1822 - Vienne, Icones Plantarum Medico-Oeconomico-Technologicarum, Ferdinand Bernhard Vietz (1772–1815)

## 1801–1900
- 1800–1934 - Amsterdam, Flora Batava[31], Jan Kops (1765–1849), Jan Christiaan Sepp (1739–1811)
- 1801 - Paris, Histoire des chênes de l'Amérique, André Michaux (1746–1802), Pierre-Joseph Redouté (1759–1840)
- 1801–1809 - Vienne, Icones et descriptiones Graminum austriacorum, Nikolaus Thomas Host
- 1802–1812 - Vienne, Descriptiones et icones plantarum rariorum Hungariae, Pál Kitaibel (1757–1817), Franz de Paula Adam von Waldstein (1759–1823), Karl Schutz, Johann Schutz
- 1802–1815 - Paris, Les Liliacées, Redouté (1759–1840), de Candolle, François de Laroche, Alire Raffeneau-Delile, Louis-Jean Allais (1762–1833)[4]
- 1802 - Astragalogia, nempe astragali, Pierre-Joseph Redouté (1759–1840)[32]
- 1804 - Paris, Voyage à l’ouest des Monts Alléghanys, François André Michaux (1770–1855)
- 1804–1812 - Pomona Britannica, George Brookshaw (1751–1823)
- 1807 - Paris, Le voyage aux régions équinoxiales du Nouveau Continent, fait en 1799-1804, Alexander von Humboldt (1769–1859), Aimé Bonpland (1773–1858)
- 1807–1820 - Uppsala, Flora Capensis, Carl Peter Thunberg (1743–1828)
- 1808 - Paris, Fleurs et Fruits graveés, Pancrace Bessa (1772–1835)
- 1808–1827 - Paris, Flore des Antilles, François Richard de Tussac (1751–1837)
- 1809 - Vienne, Fragmenta botanica, Nikolaus Joseph Jacquin[4]
- 1810 - Londres, Botanical Extracts Or Philosophy of Botany, Robert John Thornton (1768–1837)
- 1810–1813 - Paris, Histoire des arbres forestiers de l'Amérique septentrionale, André Michaux (1746–1802), François André Michaux (1770–1855), Pierre-Joseph Redouté (1759–1840)
- 1811 - Londres, Pomona Herefordiensis, Thomas Andrew Knight (1759–1838)
- 1812 - Londres, The British Flora, Robert John Thornton (1768–1837)
- 1812–1817 - Paris, Description des plantes rares cultivées à Malmaison et à Navarre Aimé Bonpland (1773–1858), Pierre-Joseph Redouté (1759–1840)[4]
- 1814–1827 - Paris, Herbier général de l'amateur, Jean-Claude-Michel Mordant de Launay (1750–1816), continué par Jean-Louis-Auguste Loiseleur-Deslongchamps (1774-1849)
- 1815–1847 - Londres, Edwards's Botanical Register, Sydenham Edwards (1768–1819), Sarah Drake (1803–1857), John Bellenden Ker Gawler (vers 1764 – 1842), John Lindley (1799–1865)
- 1817 - Londres, Groups of flowers, George Brookshaw (1751–1823)
- 1817 - Nuremberg, Deutschlands Flora In Abbildungen, Joseph Sturm (1771–1848)
- 1817–1818 - Philadelphie, Vegetable Materia Medica of the United States, William Paul Crillon Barton (1786–1856)
- 1817–1819 - Philadelphie, The North American Sylva, François André Michaux (1770–1855)
- 1817–1820 - Boston, American Medical Botany[33], Jacob Bigelow (1787–1879)[7]
- 1817–1833 - Londres, The Botanical Cabinet[34] Conrad Loddiges & Sons
- 1818 Muscologia, William Jackson Hooker (1786–1865), Thomas Taylor
- 1818–1820 - Londres, Studies of Flowers from Nature Miss Smith
- 1818–1820 - Musci exotici, William Jackson Hooker (1786–1865)
- 1818–1822 - Paris, Histoire naturelle des orangers, Antoine Risso (1777–1845), Pierre-Antoine Poiteau (1766–1854)
- 1819 - Paris, The North American Sylva, François André Michaux (1770–1855)
- 1819–1823 - Londres, William Farquhar Collection of Natural History Drawings, William Farquhar (1774–1839)
- 1820 - Paris, Études de fleurs et de fruits peints d'après nature, Henriette Vincent
- 1820–1846 - Paris, Icones selectae plantarum, Augustin Pyrame de Candolle (1778–1841), Benjamin Delessert (1773–1847), Pierre Jean François Turpin (1775–1840), Jean-Christophe Heyland (1792–1866)
- 1821–1823 - Philadelphie, A Flora of North America, William Paul Crillon Barton (1786–1856)
- 1821–1824 - Paris, Phytographie médicale[35], Joseph Roques (1772–1850), Édouard Hocquart (1787–1870)
- 1821–1826 - Londres, Collectanea botanica or Figures and botanical illustrations of rare and curious exotic plants[36], John Lindley (1799–1865)
- 1821–1829 - Paris, Flore médicale des Antilles][37], Michel Étienne Descourtilz (1775–1835), Jean-Theodore Descourtilz
- 1823–1832 - Nova Genera et Species Plantarum Brasiliensium, Carl Friedrich Philipp von Martius (1794–1868)
- 1823–1850 - Leipzig, Historia naturalis palmarum, Carl Friedrich Philipp von Martius (1794–1868)[4]
- 1824–1839 - Paris, Prodromus systematis naturalis regni vegetabilis, Augustin Pyrame de Candolle (1778–1841), Alphonse de Candolle (1806–1893)
- 1825 - Paris, Traité des arbrisseaux et des arbustes cultivés en France et en pleine terre[38], Jean Henri Jaume Saint-Hilaire (1772–1845)
- 1825 - Philadelphie Vegetable Materia Medica of the United States, William Paul Crillon Barton (1786–1856)
- 1826 - West Chester, Florula Cestrica, William Darlington (1782–1863)
- 1827 - Icones selectae Plantarum Cryptogamicarum Brasiliensium, Carl Friedrich Philipp von Martius (1794–1868)
- 1827–1833 - Paris, Choix des plus belles fleurs, Pierre-Joseph Redouté (1759–1840)
- 1828 - Japon, Illustrated Manual of Medicinal Plants[39], Iwasaki Tsunemasa (1786–1842)
- 1828 - Londres, The Pomological Magazine, John Lindley (1799–1865)
- 1828–1832 - Paris, Flore medicale, François-Pierre Chaumeton (1775–1819)
- 1829–1840 - Flora boreali-americana, William Jackson Hooker (1785–1865), David Douglas (1799–1834), John Richardson (1787–1865)
- 1831 - Londres, Illustrations and Descriptions of Camellieæ, William Chandler Booth (1804–1874), Alfred Chandler (1804–1896), S.Watts, Weddell
- 1831–1834 - Londres, A selection of hexandrian plants, belonging to the natural orders Amaryllidae and Liliacae, Priscilla Susan Falkner Bury (1793–1869)[4]
- 1832 - Londres, A Description of the Genus Pinus, Aylmer Bourke Lambert (1761–1842)

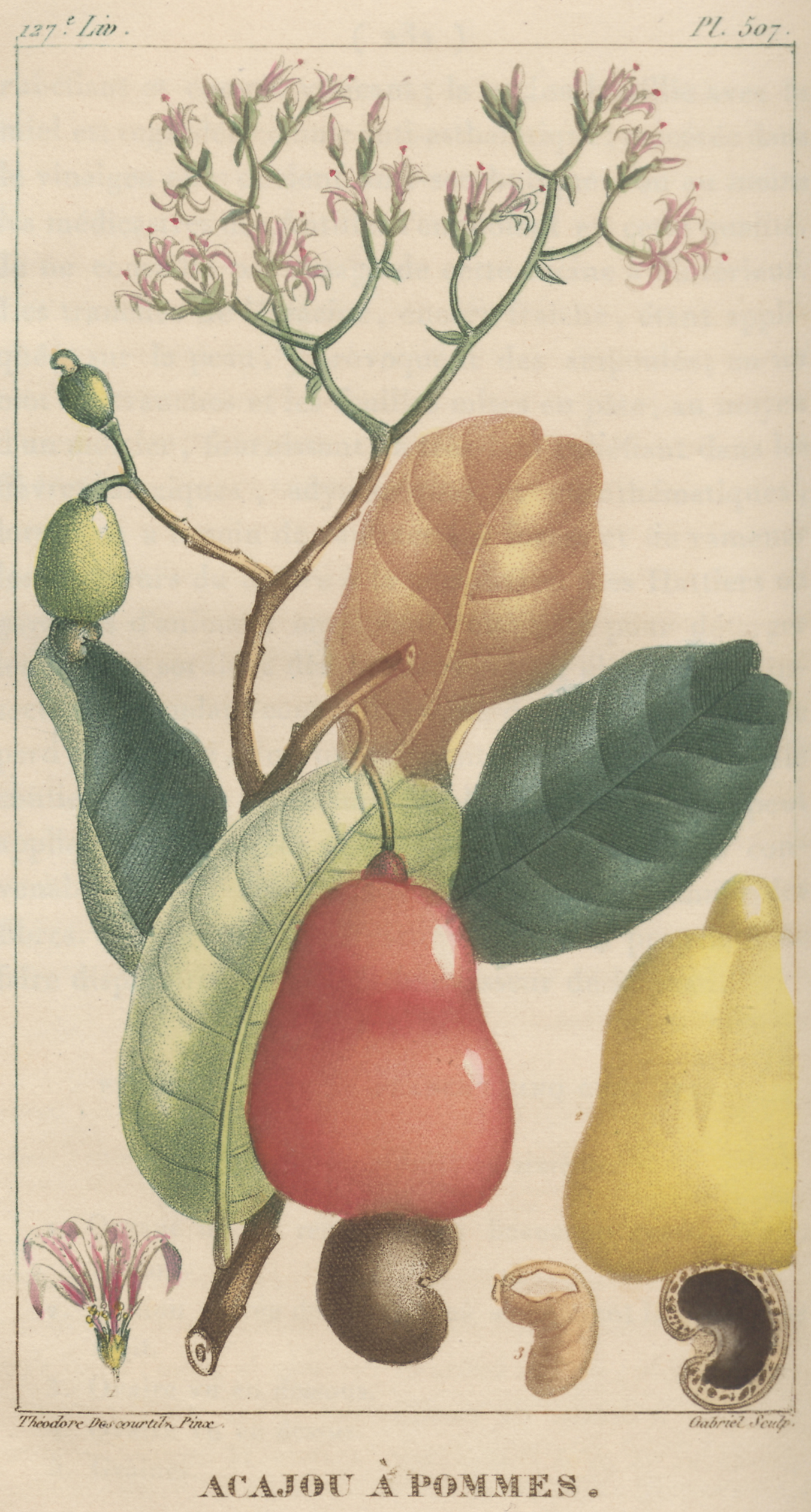
Acajou à pommes. Descourtilz, Jean Théodore

- Acajou à pommes.  Descourtilz, Jean Théodore1832–1843 - Oxford, British Phaenogamous Botany, William Baxter, J.H. Parker, Whittaker, Treacher and Company
- 1833 - Paris, Rousselon, Flore pittoresque et médicale des Antilles ou histoire naturelle des plantes usuelles des colonies françaises, anglaises, espagnoles et portugaises (tomes I à VII).  Descourtilz, Michel Etienne et Descourtilz, Jean Théodore.
- 1833–1838 - Bruxelles, l'Horticulteur belge[40], Louis Van Houtte, Charles François Antoine Morren, Auguste Drapiez, Michael Josef Francois Scheidweiler
- 1835 - Paris, Collection de 24 bouquets de fleurs, Henriette Vincent
- 1835–1845 - Leipzig, Nova genera ac species plantarum, quas in regno Chilensi Peruviano et in terra Amazonica[41], Eduard Friedrich Poeppig (1798–1868), István László Endlicher (1804–1849)
- 1835–1848 - Leyde, Rumphia, Carl Ludwig Blume (1796–1862)
- 1836 - Paris, Turin, Histoire naturelle, agricole et économique du maïs, Matthieu Bonafous (1793–1852)
- 1836 - Londres, The romance of nature or, the flower-seasons illustrated, Louisa Anne Twamley Meredith (1812–1895)
- 1836–1850 - Paris, Histoire naturelle des îles Canaries, Philip Barker Webb (1793–1854), Sabin Berthelot (1794–1880), Jean-Christophe Heyland (1792–1866)
- 1836–1876 - Icones Plantarum, William Jackson Hooker (1785–1865), Walter Hood Fitch (1817–1892)
- 1837–1838 - Londres, Sertum Orchidaceum, John Lindley (1799–1865), Sarah Drake (1803–1857), M. Gauci[42]
- 1837–1841 - Amsterdam, The Orchidaceae of Mexico and Guatemala, James Bateman (1811–1897), Walter Hood Fitch (1817–1892), Sarah Drake (1803–1857), Mrs Withers, M. Gauci
- 1837–1859 - Turin, Flora Sardoa, Giuseppe Giacinto Moris (1796–1869) [43]
- 1839 - Paris, Iconographie du genre Camellia, Lorenzo Berlèse (1784–1863)[44]
- 1840 - Die Natzlichen Und Schadlichen Schwamme, Harald Othmar Lenz (1799–1870)
- 1840 - Saint-Pétersbourg, Illustrationes algarum in itinere c. orbem jussu Imperatoris Nicolai I, Alexander Philipov Postels (1801–1871), Franz Josef Ruprecht (1814–1870)
- 1840–1906 - Munich, Flora Brasiliensis, Carl Friedrich Philipp von Martius (1794–1868) et al[45].
- 1841–1847 - Iconographie descriptive des cactees, Charles Antoine Lemaire, Dumenil, Édouard Maubert[4]
- 1843 - A Flora of the State of New York, John Torrey
- 1843 - Londres, Paxton's magazine of botany, Joseph Paxton (1803–1865)
- 1843–1846 - Paris, Flore d'Amérique dessinée d'après nature sur les lieux, Étienne Denisse (fl. 1814–1845)
- 1844–1859 - Londres, Flora Antarctica ou The Botany of the Antarctic Voyage of H.M. Discovery Ships Erebus and Terror in the years 1839–1843, under the Command of Captain Sir James Clark Ross, Joseph Dalton Hooker (1817–1911)
  - Part I Flora of Lord Auckland and Campbell's Islands (1843-45)
  - Part II Flora of Fuegia, the Falklands, Kerguellen's land, etc (1845-47)
  - Part III Flora of New Zealand (1851-53) (2 vols)
  - Part IV Flora of Tasmania (1853-59) (2 vols)
- 1844–1873 Prodromus systematis naturalis regni vegetabilis, Alphonse Pyrame de Candolle (1805–1893)
- 1845–1883 - Gand, Flore des serres, Louis van Houtte (1810–1876), Charles Antoine Lemaire (1800–1871), Michael Josef Francois Scheidweiler (1799–1861)
- 1846 - Madras, Spicilegium Neilgherrense[46], Robert Wight (1796–1872)
- 1848–1860 - Gand, Nouvelle iconographie des Camellias, Ambroise Verschaffelt, Bernard Léon
- 1849 - New York, A Forget-Me-Not. Flowers from nature, Clarissa Munger Badger
- 1849 - Paris, Histoire naturelle des quinquinas, ou monographie du genre Cinchona, Hugh Algernon Weddell (1819–1877)
- 1849–1851The Rhododendrons of Sikkim-Himalaya, Joseph Dalton Hooker (1817–1911), Walter Hood Fitch (1817–1892)
- 1849–1857 - Londres, Illustrations of South American Plants[47], John Miers (1789–1879)
- 1850–1852 - Bruxelles, Album de pomologie, Alexandre Joseph Désiré Bivort (1809–1872)
- 1850–1852 - Londres, Paxton’s Flower Garden, John Lindley (1799–1865), Joseph Paxton (1803–1865)
- 1851 - A Century of Orchidaceous Plants, William Jackson Hooker(1785–1865), Walter Hood Fitch (1817–1892)
- 1851 - Prague, Beschreibung und Cultur Orchideen, F Josst
- 1851–1852 - Paris, Jardin fleuriste, Charles Antoine Lemaire (1800–1871), Jean-Christophe Heyland (1792–1866)
- 1852–1853 - Londres, Flora Homoeopathica[48], Edward Hamilton (1815–1903)
- 1853 - Paris, Gramineae Chilenses, Émile Desvaux[4]
- 1853 - Vienne, Pflanzen Blumen und Blätter, Alois Auer (fl. 1840s-1850s)
- 1853–1860 - Annales de pomologie belge et étrangère, Alexandre Joseph Désiré Bivort (1809–1872), Séraph Bavay
- 1853–1860 - Flora of New Zealand, Flora of Tasmania, Joseph Dalton Hooker (1817–1911), Walter Hood Fitch (1817–1892)[49]
- 1854 - Amsterdam, Handboek tot de Kennis, Voortkweeking van Cactus-soorten, J. J. Krook
- 1854–1860 - Pescatorea, Jean Jules Linden (1817–1898), François De Tollenaere, Édouard Maubert
- 1854–1896 - Belgique, L'Illustration horticole, journal spécial des serres et des jardins, Charles Antoine Lemaire (1800–1871), Jean Jules Lindenn (1817–1898) Verschaffelt
- 1855 - Illustrations of Himalayan Plants, Joseph Dalton Hooker (1817–1911), Walter Hood Fitch (1817–1892)[4]
- 1855–1857 - Paris, Chloris andina : essai d'une flore de la région alpine des cordillères de l'Amérique du Sud, Hugh Algernon Weddell (1819–1877)[4]
- 1855–1856 - Physiotypia Plantarum Austriacarum der Naturselbstdruck, Constantin von Ettingshausen (1826–1897)
- 1857 - The Ferns of Great Britain and Ireland, Thomas Moore, Henry Bradbury (1831–1860)
- 1858 - Leyde, Florae Javae et insularum adjacentium nova series, Carl Ludwig Blume (1796–1862)[42]
- 1858–1900 - Leipzig, Xenia Orchidacea. Beiträge zur Kenntniss der Orchideen, Heinrich Gustav Reichenbach (1823–1889), Friedrich Wilhelm Ludwig Kraenzlin (1847–1934)
- 1859 - Dublin, Thesaurus Capensis or Illustrations of the South African Flora, William Henry Harvey (1811–1866)
- 1859 - Nice, Les champignons de la province De Nice, Jean-Baptiste Barla (1817–1896)
- 1859 - New York, Wild Flowers Drawn and Colored from Nature, Clarissa Munger Badger
- 1859 - Nature-Printed British Ferns, Henry Bradbury (1831–1860)
- 1859–1860 - The Nature-printed British Sea-weeds, Henry Bradbury (1831–1860)
- 1859–1860 - Hortus Lindenianus, Jean Jules Linden (1817–1898)
- 1860 - Bruxelles, Pescatorea : iconographie des orchidées[50], Jean Jules Linden (1817–1898)
- 1860 - Londres, Outlines Of British Fungology, Miles Joseph Berkeley (1803–1889)
- 1862-1864 - Madrid, Album de la flora médico-farmacéutica é industrial, indígena y exótica, Vicente Martin de Argenta (1829-1896)
- 1862–1865-1891 - Londres, Select Orchidaceous Plants, Robert Warner (1814–1896), Benjamin Samuel Williams (1824–1890), Walter Hood Fitch (1817–1892), James Andrews
- 1863 - Vienne, Beiträge zur Morphologie und Biologie der Familie der Orchideen, JG Beer
- 1863–1884 - Londres, Pinetum Britannicum, Edward James Ravenscroft (1816–1890)
- 1864–1874 - A Monograph of Odontoglossum, James Bateman, Walter Hood Fitch (1817–1892)[4]
- 1865 - Handbook of the British Flora, George Bentham (1800–1884), William Jackson Hooker (1786–1865), Walter Hood Fitch (1817–1892)
- 1866 - Paris, Icones Euphorbiarum ou figures de cent vingt-deux espèces du genre Euphorbia, Pierre Edmond Boissier (1810–1885), Jean-Christophe Heyland (né Kumpfler) (1792–1866)
- 1867 - Londres, A Second Century of Orchidaceous Plants, James Bateman (1811–1897), Walter Hood Fitch (1817–1892)
- 1867 - New York, Floral Belles from the Green-House and Garden, Clarissa Munger Badger
- 1868 - Nice, Flore illustrée de Nice et des Alpes-Maritimes, Jean-Baptiste Barla
- 1868 U.S. Autumnal Leaves, Ellen Robbins
- 1871 - Londres, Handbook of British Fungi, Mordecai Cubitt Cooke (1825–1914)
- 1871–1905 - Leyde, Musée botanique de Leyde, Willem Frederik Reinier Suringar (coordinateur), A. J. Kouwels, A. J. Wendel
- 1874 - Londres, A monograph of Odontoglossum, James Bateman (1811–1897), Walter Hood Fitch (1817–1892)
- 1875–1894 - Sydney, Australian Orchids, Robert D. FitzGerald (1830–1892), Charles Potter, A. J.Stopps[42]
- 1876–1892 - Paris, Dictionnaire de botanique, Henri Ernest Baillon (1827–1895), Auguste Faguet (1841–1886)
- 1877–1880 - Monograph of the Genus Lilium, Henry John Elwes (1846–1922), Walter Hood Fitch (1817–1892)[4]
- 1877–1883 - Manille, Flora de Filipinas, Francisco Manuel Blanco (1778–1845), Lorenzo Guerrero, Regino Garcia y Basa, Fabian Domingo, C. Arguelles, J. Garcia, Rosendo Garcia, Felix Martinez[51]
- 1879–1888 - Londres, Biologia Centrali-Americana[52], Frederick DuCane Godman (1834–1919), Osbert Salvin (1835–1898), William Botting Hemsley (1843–1924)
- 1880 - Londres, Illustrations of the British flora, Walter Hood Fitch (1817–1892), Worthington George Smith (1835–1917)
- 1880 - Paris, Les Orchidées, histoire iconographique, Paul-Émile de Puydt[42]
- 1880 - Bruxelles, Fleurs, fruits et feuillages choisis de l'ille de Java, Berthe Hoola van Nooten[4]
- 1881–1892 - L'Orchidophile, journal des amateurs d'orchidées, A. Godefroy-Lebeuf, Guillaume Severeyns, F. Stroobant, Jeanne Koch[53].
- 1882–1883 - Berlin, Deutsche Pomologie, Wilhelm Lauche
- 1882–1897 - Londres, The Orchid Album[54], Robert Warner, Thomas Moore, John Nugent Fitch (1840–1927), Benjamin Samuel Williams (1824–1890)
- 1883-1914 - Gera, Köhler's Medizinal-Pflanzen, Hermann Adolph Köhler (1834-79), Walther Otto Müller (1833-1887), C.F. Schmidt, K. Gunther
- 1885 - Gera, Flora von Deutschland, Österreich und der Schweiz[55], Otto Wilhelm Thomé (1840–1925)
- 1885 - Londres, Orchids the Royal Family of Plants, HS Miner
- 1885–1894 - Bruxelles, Iconographie des Orchidées, Jean Jules Linden (1817–1898), Lucien Linden, Pieter De Pannemaeker, Em. Rodigas, R. A. Rolfe
- 1885–1906 - Ghent, Lindenia : Iconographie des Orchidées, Jean Jules Linden (1817–1898), Lucien Linden
- 1887–1894 - Londres, A Manual of Orchidaceous Plants, Harry James Veitch (1840–1924)[42]
- 1888 - Argenteuil, Les Cypripediées, Alexandre Godefroy-Lebeuf & Brown[56]
- 1888–1894 - Londres, Reichenbachia: Orchids Illustrated and Described, Henry Frederick Conrad Sander (1847–1920), Henry George Moon (1857–1905), Walter Hood Fitch (1817–1892)
- 1890 - Stuttgart, Illustriertes Handbuch der Kakteenkunde, Anton Daul
- 1891 - Washington, Plates 1849-1859 to Accompany a Report on the Forest Trees of North America, Asa Gray (1810–1888)
- 1891 - Paris, Atlas des plantes de France, Amédée Masclef (1858–?)
- 1893–1913 - Londres, Icones Orchidearum Austro-Africanarum extra-tropicarum Harry Bolus (1834–1911)
- 1873–1876 - Vienne, Atlas der für den Weinbau Deutschlands und Österreichs, Rudolf Goethe (1843–1911)
- 1894 - Aepfel und Birnen, Rudolf Goethe (1843–1911), Hermann Degenkolb, Reinhard Mertens
- 1894 - Bruxelles, Les Orchidées Exotiques et leur culture en Europe, Lucien Linden, Alfred Cogniaux (1841–1916), G Grignan
- 1894 - Londres, The Orchid Grower's Manual, Benjamin Samuel Williams (1824–1890)
- 1895 - Berlin Handbuch der Tafeltraubenkultur, Rudolf Goethe (1843–1911), Wilhelm Lauche
- 1895 - Berlin, Die pflanzenwelt Ost-Afrikas, Adolf Engler (1844–1930)
- 1896 - Londres, The genus Masdevallia, Florence H Woolward (1854–1936), Friedrich Carl Lehmann
- 1896–1907 - Bruxelles, Dictionnaire iconographique des Orchidées[57], Alfred Cogniaux (1841–1916), Alphonse Goossens
- 1897–1898 - Washington, Student's Hand-Book Of Mushrooms Of America Edible And Poisonous, Thomas Taylor (1820–1910)
- 1898 - Leipzig, Botanisches Bilderbuch für Jung und Alt[58], Franz Bley
- 1898–1912 - Durban, Natal Plants[59], John Medley Wood (1827–1914), Maurice Smethurst Evans (1854–1920), Frieda Lauth (1879–1949), Walter Jacques Haygarth (1862–1950)